# Tompa
Tompa è una città dell'Ungheria situata nella contea di Bács-Kiskun, nell'Ungheria meridionale di 4 689 abitanti , situata al confine con la Serbia.

## Società

### Evoluzione demografica
Secondo i dati del censimento 2001 il 94,1% degli abitanti è di etnia ungherese, lo 0.7% di etnia serba, lo 0,3% di etnia croata